# Boek (habillement)

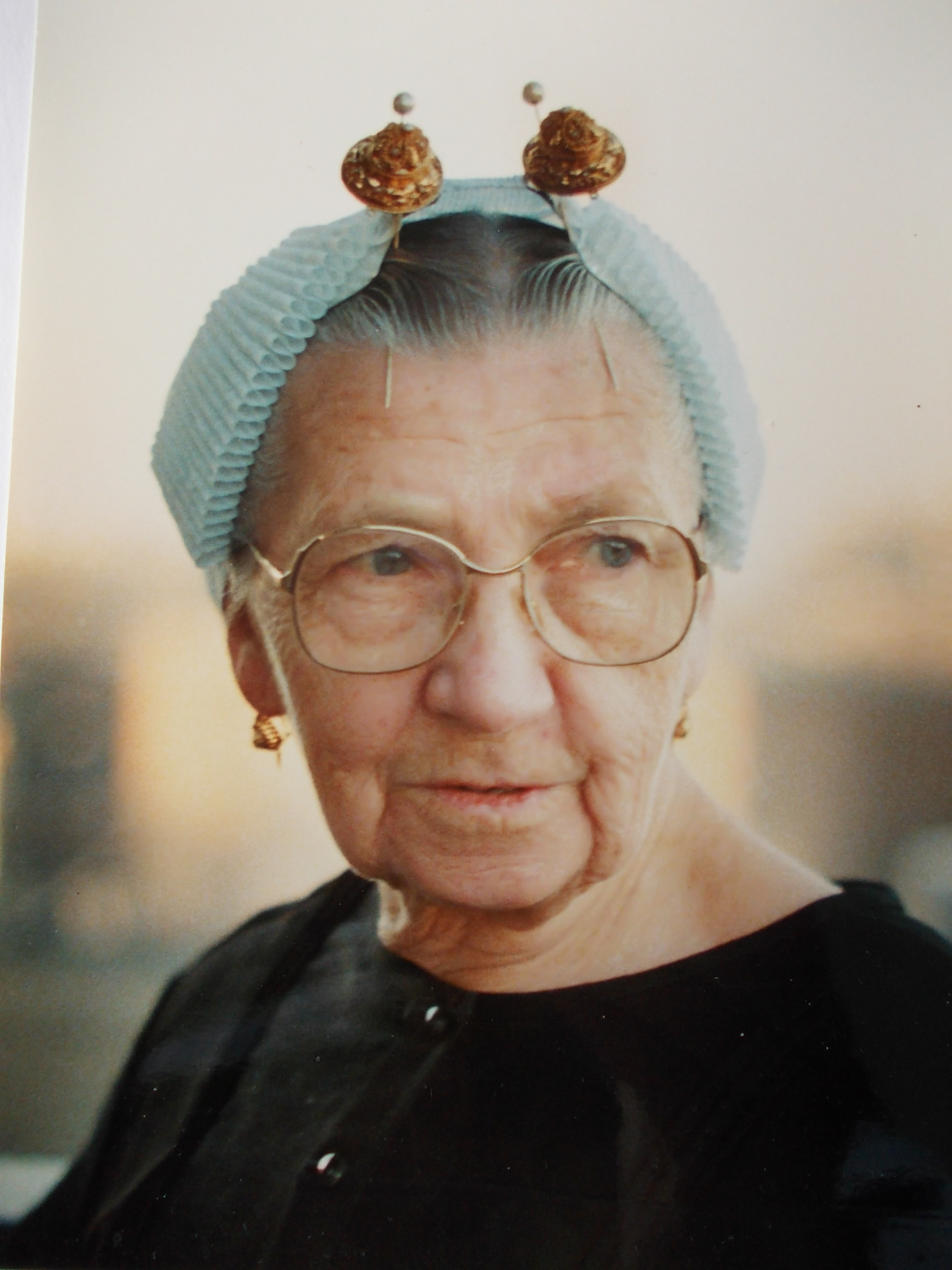
Femme dans le costume traditionnel de Schéveningue avec des boeken sur sa coiffe.

Un boek (pluriel : boeken) est un ornement en or porté sur certaines coiffes traditionnelles néerlandaises, notamment en Frise et en Hollande-Méridionale.

## Galerie

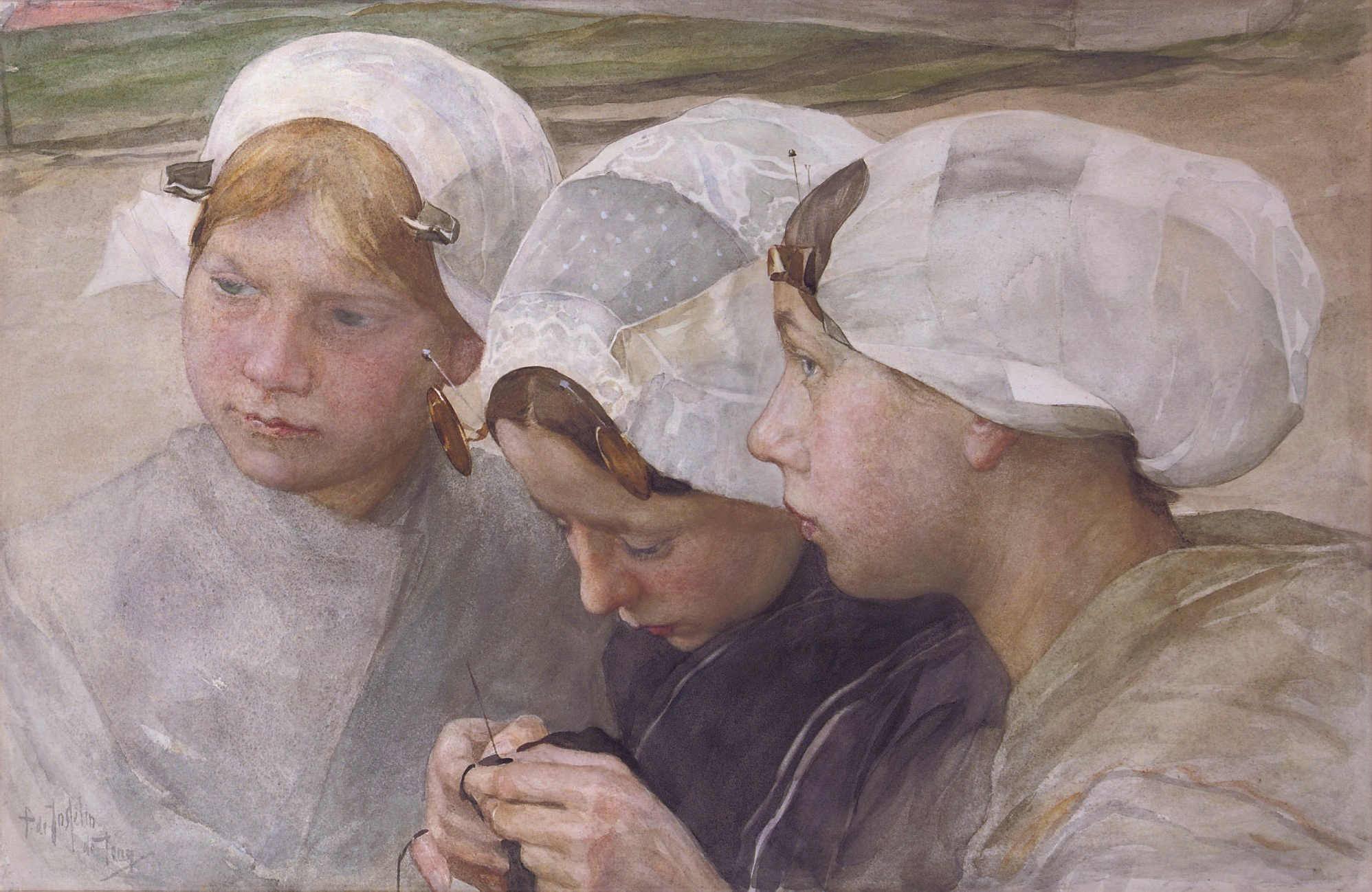
Trois jeunes filles de Schéveingue, aquarelle de Pieter de Josselin de Jong, vers 1894. On distingue des boeken sur leurs coiffes.